# Jozef Gašpar
Jozef Gašpar (sinh ngày 23 tháng 8 năm 1977) là một cầu thủ bóng đá người Slovakia.

## Sự nghiệp câu lạc bộ
Jozef Gašpar đã từng chơi cho Vegalta Sendai.

## Thống kê câu lạc bộ

### J.League
| Đội            | Năm       | J.League | J.League | J.League Cup | J.League Cup | Tổng cộng | Tổng cộng |
| Đội            | Năm       | Trận     | Bàn      | Trận         | Bàn          | Trận      | Bàn       |
| -------------- | --------- | -------- | -------- | ------------ | ------------ | --------- | --------- |
| Vegalta Sendai | 2004      | 22       | 2        | -            | -            | 22        | 2         |
| Tổng cộng      | Tổng cộng | 22       | 2        | 0            | 0            | 22        | 2         |